# Ettore Franceschini
Ettore Franceschini (30 agosto 1889 – 9 dicembre 1960) è stato un politico italiano.

## Biografia
Socialista, partecipò al congresso di Livorno del 1921 come rappresentante della frazione unitaria di Giacinto Menotti Serrati, opponendosi alla scissione della corrente comunista. Il 18 ottobre 1920 venne eletto sindaco di Perugia, primo sindaco socialista nella storia della città, evento che vide la reazione dei fascisti perugini che, guidati da Alfredo Misuri, ne chiesero violentemente le dimissioni. Nel mese di marzo 1921 i fascisti assediarono la prefettura per costringere il prefetto ad agire, e arrivarono a minacciare il sindaco Franceschini presso la sua stessa abitazione. Il 4 maggio una delegazione guidata da Alfredo Misuri fu ricevuta dal prefetto per discutere la questione, mentre gli squadristi occupavano con la forza i locali del palazzo; quello stesso giorno, messo alle strette, il prefetto acconsentì allo scioglimento dell'amministrazione comunale, commissariando il comune con la nomina di Silvio Ghidoli. Costretto alle dimissioni, Franceschini continuò a occuparsi di politica, ma con l'avvento della dittatura venne messo sotto sorveglianza e poi condannato a cinque anni di domicilio coatto, prima a Favignana e poi a Lipari.
Nel secondo dopoguerra riprese l'attività amministrativa con i socialisti, appoggiando la fazione di Giuseppe Saragat. Morì il 9 dicembre 1960.